# Алгоритам за решавање лавиринта
Постоји неколико различитих варијанти алгоритама за решавање лавиринта, који представљају аутоматизоване методе за решавање било ког лавиринта.
Насумични алгоритам миша, алгоритам праћења зида, алгоритам Џона Плеџа (ен. Jon Pledge) и Тремауксов (фр. Charles Pierre Trémaux) алгоритам су дизајнирани тако да се користе када се особа налази унутар самог лавиринта без икаквог познавања структуре и изгледа самог лавиринта, док су алгоритам испуњавања ћорсокака и алгритам најкраћег пута дизајнирани тако да се користи када особа или рачунарски програм унапред познаје структуру и изглед читавог лавиринта.
Лавиринти који не садрже петље познати су као *стандардни* или *савршени* лавиринти, и као такви еквивалентни су стаблима у теорији графова преко којих се могу и представљати. Према томе већина алгоритама за решавање лавиринта се ослањају на теорију графова.
Интуитивно, ако би се сви путеви у лавиринту исправно издвојили, као резултат могли би добити нешто што добро подсећа на структуру стабла.

## Насумични алгоритам миша
Ово је тривијални алгоритам који може бити искоришћен код веома неинтелигентних робота или на мишеве. Алгоритам се састоји од праћења путање којом се крећемо све док не дођемо до раскрснице са више могућности скретања, тада насумишно одабирамо коју ћемо путању надаље следити. Иако ће овакав алгоритам на крају увек пронаћи право решење, овај алгоритам може бити и екстремно спор. Разлог за то је што се путање које смо већ једном прошли не елиминишу из поновног разматрања када се на њих поново наиђе.

## Алгоритам праћења зида
Алгоритам праћења зида, представља један од најпознатијих алгоритама за проналажење излаза из лавиринта, а такође је познат и под називима „правило леве руке“ и „правило десне руке“.
Уколико је лавиринт повезан, односно ако су сви његови зидови међусобно спојени или ако су спојени са спољашњом границом лавиринта, тада ако особа унутар лавиринта држи руку у контакту са зидом током целог проласка кроз лавиринт гарантовано долази до излаза из лавиринта ако излаз уопште и постоји, у супротном особа би се вратила на улаз у лавиринт и притом би обишла сваку путању у лавиринту барем једанпут.
Ако овај проблем погледамо с друге, тополошке, стране примећује се зашто је алгоритам праћења зида у могућности да увек пронађе право решење. Ако су зидови повезани, то значи да се могу раширити у кружницу. Тако се алгоритам праћења зида редукује на пролазак ивицама те кружнице од улаза до излаза.
Уколико лавиринт није повезан (нпр. ако су улаз у лавиринт или излази из њега у центру самог лавиринта или путање прелазе једна преко друге или једна испод друге), није гарантовано да ће овај алгоритам заиста у таквим случајевима пронаћи излаз из лавиринта.
Алгоритам праћења зидова може се користити и у тродимензионалним и вишедимензионалним окружењима уколико те вишедимензионе путање могу бити пројектоване у дводимензионалној равни на детерминистички начин.
На пример, уколико у тродименѕионалном алгоритму путање „нагоре“ сматрамо путањама ка северо-западу, а путање „надоле“ сматрамо путањама ка југо-истоку, тада можемо употребити стандардна правила алгоритма праћења зида. 
Међутим, за разлику од дводимензионалног простора, овде је потребно у сваком моменту знати и тренутну оријентацију, да би се знало који смер је први налево или надесно..

## Алгоритам Џона Плеџа
Неповезани алгоритми се ипак на одређене начине могу решити коришћењем алгоритма праћења зида, уколико се улаз и излази из лавиринта налазе на спољашњим зидовима лавиринта. Међутим, уколико се улаз налази у унаутрашњости лавиринта, може се наћи на зиду који није спојан са зидом на коме се налази излаз, па би се коришћењем алгоритма праћења зидова особа вртела у круг и враћала на почетак не проналазећи излаз. 
Алгоритам Џона Плеџа може да реши овај проблем.
Плеџов алгоритам, дизајниран да заобиђе препреке, захтева кретање у унапред одређеном смеру.
Када се наиђе на препреку, једна рука (нпр. десна) наставља да прати препреку а такође прати се и број окрета на леву и десну страну коришћењем бројача окрета. Окретање на десну страну повећава вредност бројача, а окрет на леву страну смањује његову тренутну вредност. Када се особа поново окрене ка оригиналном унапред одређеном смеру, тада је бројач окрета поново враћен на вредност 0 и препрека је успешно савладана, особа наставља са кретањем у почетном оригиналном смеру ка свом циљу па ако се поново наиђе на препреку претходни поступак се понавља. Рука више не прати зид само када је бројач окрета поново постављен на 0. Овакав приступ омогућава алгоритму да избегне замке које су на пример облика великог латиничног слова Г - ("G"). 
У суштини алгоритам је врло једноставан и састоји се од провере неколико правила која се проверавају током проласка кроз лавиринт:

(алгоритам заснован на правилу десне руке)

1. Особа се креће унапред одређеним смером. 

2. Када се наиђе на препреку први пут особа се окреће на леву страну. Бројач окрета се тада умањује за 1.
3. Врши се провера постојања препрека. Особа проверава да ли постоји препрека испред, десно или лево.
- Уколико нема препреке на десној страни особа се окреће на десну страну. Бројач окрета се увећава за 1.
- Уколико постоји препрека на десној страни, а не постоји препрека испред, особа се помера унапред за један корак. Бројач окрета не мења своју тренутну вредност.
- Уколико постоји препрека на десној страни и постоји препрека испред, особа се окреће на леву страну. Бројач окрета се тада умањује за 1.

Претходни подкораци корака 3 се наведеним редоследом проверавају све док се бројач окрета поново не врати на вредност 0 и тада сматрамо да је препрека успешно савладана. 

4. Особа наставља да се креће почетним смером, све док се поново не наиђе на препреку или се стигне до излаза.

Алгоритам заснован на правилу леве руке може се аналогно извести из претходног.

На овај начин алгоритам омогућава особи која уме да проверава постојање препрека испред, лево и десно, успешно проналажење излаза на спољашњем зиду из било ког дводимензионалног лавиринта, независно од почетне позиције особе у лавиринту. Међутим овај алгоритам не пружа могућност решавања супротног проблема претходном проблему. Алгоритам неће радити ако се улаз налази на спољашњем зиду лавиринта, а неки циљ у унутрашњости лавиринта.

## Јава код алгоритма Џона Плеџа заснованог на правилу леве руке за покретање робота
```
 
1
 
// код који се односи на кретање особе унапред

 
2
 
public
 
boolean
 
isActive

 
{
 

 
3
    
return
 
true
;

 
4
 
}
  

 
5
 
public
 
Velocities
 
act

 
{

 
6
    
double
 
rotationalVelocity
 
=
 
0.0
;

 
7
    
return
 
new
 
Velocities
(
TRANSLATIONAL_VELOCITY
,
 
rotationalVelocity
);

 
8
 
}

 
9

 
10
 

 
11
 
// код који се односи на скретање у десну страну

 
12
 
public
 
boolean
 
isActive

 
{

 
13
    
if
 
(
turningRightCount
 
>
 
0
)
 
{

 
14
       
return
 
true
;

 
15
    
}

 
16
    
RangeSensorBelt
 
bumpers
 
=
 
getSensors
.
getBumpers
;

 
17
    
// провера постојања предње препреке.

 
18
    
if
 
(
bumpers
.
hasHit
(
0
))
 
{

 
19
       
backingUpCount
 
=
 
10
;

 
20
       
turningRightCount
 
=
 
getRotationCount
;

 
21

 
22
       
return
 
true
;

 
23
    
}
 
else
 
{

 
24
       
return
 
false
;

 
25
    
}

 
26
 
}

 
27
       

 
28
 
public
 
Velocities
 
act

 
{

 
29
    
if
 
(
backingUpCount
 
>
 
0
)
 
{

 
30
    

 
31
    
backingUpCount
--
;

 
32

 
33
    
return
 
new
 
Velocities
(
-
TRANSLATIONAL_VELOCITY
,
 
0.0
);

 
34
    
}
 
else
 
{

 
35
       
turningRightCount
--
;

 
36

 
37
       
return
 
new
 
Velocities
(
0.0
,
 
-
Math
.
PI
 
/
 
2
);

 
38
    
}

 
39
 
}

 
40

 
41

 
42
 
public
 
boolean
 
isActive

 
{

 
43
    
if
 
(
postGoingForwardCount
 
>
 
0
)
 
{

 
44
    
return
 
true
;

 
45
    
}

 
46

 
47
    
RangeSensorBelt
 
sonars
 
=
 
getSensors
.
getSonars
;

 
48
    
// провера левог сензора.

 
49
    
if
 
(
sonars
.
getMeasurement
(
1
)
 
>
 
1.0
)
 
{

 
50
       
// могуће је скренути лево.

 
51
       
preGoingForwardCount
 
=
 
20
;

 
52
       
postGoingForwardCount
 
=
 
40
;

 
53
       
turnLeftCount
 
=
 
getRotationCount
;

 
54

 
55
       
return
 
true
;

 
56
    
}
 
else
 
{

 
57
       
return
 
false
;

 
58
    
}

 
59
 
}

 
60
        

 
61
 
public
 
Velocities
 
act

 
{

 
62
    
if
 
(
preGoingForwardCount
 
>
 
0
)
 
{

 
63
       
preGoingForwardCount
--
;

 
64

 
65
       
return
 
new
 
Velocities
(
TRANSLATIONAL_VELOCITY
,
 
0.0
);

 
66
    
}
 
else
 
if
 
(
turnLeftCount
 
>
 
0
)
 
{

 
67
       
turnLeftCount
--
;

 
68

 
69
       
return
 
new
 
Velocities
(
0.0
,
 
Math
.
PI
 
/
 
2
);

 
70
    
}
 
else
 
{

 
71
       
postGoingForwardCount
--
;

 
72

 
73
       
return
 
new
 
Velocities
(
TRANSLATIONAL_VELOCITY
,
 
0.0
);

 
74
    
}

 
75
 
}

 
76

 
77

 
78
 
public
 
boolean
 
isActive

 
{

 
79
    
RangeSensorBelt
 
sonars
 
=
 
getSensors
.
getSonars
;

 
80

 
81
    
// да ли смо стигли ван лавиринта?

 
82
    
double
 
clearDistance
 
=
 
1.2
;

 
83
    
return
 
sonars
.
getMeasurement
(
0
)
 
>
 
clearDistance

 
84
        
&&
 
sonars
.
getMeasurement
(
1
)
 
>
 
clearDistance

 
85
        
&&
 
sonars
.
getMeasurement
(
3
)
 
>
 
clearDistance

 
86
        
&&
 
sonars
.
getMeasurement
(
2
)
 
>
 
clearDistance
;

 
87
 
}

 
88

 
89
 
public
 
Velocities
 
act

 
{

 
90
    
// заустављање

 
91
    
return
 
new
 
Velocities
(
0.0
,
 
0.0
);

 
92
 
}

```

## Тремауксов алгоритам
Тремауксов алгоритам представља ефикасан метод проналажења изласка из лавиринта који захтева обележавање стазе којом особа пролази. Овим алгоритмом је гарантовано проналажење излаза за све лавиринте који имају добро дефинисане путање. Свака од путања је или још увек непосећена или је означена једном или је означена два пута.
На улазу се насумично бира смер којим се крећемо (уколико постоји више смерова од једног). Крећемо се одабраним смером све до не дођемо до прве раскрснице или до ћорсокака. Путању коју смо прешли обележавамо једном. Ако смо наишли на раскрсницу на којој постоји више од једног пута који су још увек необележени, поново насумично одабирамо пут којим настављамо даље и њега обележавамо. Уколико на раскрсници само један пут није обележен настављамо тим путем и њега обележавамо. Уколико наиђемо на ћорсокак враћамо се назад до прве раскрснице и пут обележавамо по други пут. Уколико, када се вратимо на раскрсницу нема више необележених путева ниједном, тада се даље враћамо неким од путева који смо прошли једном и тај пут обележавамо по други пут. Сви путеви обележени два пута се даље не разматрају. Даљим проверама на основу претходно наведених правила гарантовано је да ћемо доћи до излаза из лавиринта, а путања која нас води од излаза назад до улаза биће она путања која је обележена једном. Уколико не постоји излаз из лавиринта, овим методом вратићемо се поново на улаз након што обележимо све путање по два пута, по једном у сваком смеру. 

Приметимо да је ово једна од варијанти алгоритма претраге у дубину.

## Јава код Тремауксовог алгоритма за покретање робота
```
 
1
 
package
 
maze.ai
;

 
2

 
3
 
import
 
java.awt.Dimension
;

 
4
 
import
 
java.util.ArrayList
;

 
5
 
import
 
java.util.List
;

 
6

 
7
 
import
 
maze.model.Direction
;

 
8
 
import
 
maze.model.MazeCell
;

 
9

 
10
 
/**

 11 * Maze solving algorithm that provides a right wall follower with a memory so

 12 * it prefers unexplored cells.

 13 */

 
14
 
public
 
class
 
Tremaux
 
extends
 
RobotBase

 
15
 
{

 
16
   
private
 
Direction
[][]
 
ballOfString
;

 
17
   
private
 
List
<
RobotStep
>
 
moveQueue
 
=
 
new
 
ArrayList
<
RobotStep
>
;

 
18
   
private
 
boolean
 
turbo
 
=
 
false
;

 
19
 

 
20
   
/**

 21    * This returns the name of the mathematician who came up with this process

 22    */

 
23
   
@Override

 
24
   
public
 
String
 
toString


 
25
   
{

 
26
      
return
 
"Tremaux"
;

 
27
   
}

 
28

 
29
   
/**

 30    * This function should be called by the controller any time a new run is to

 31    * commence

 32    */

 
33
   
@Override

 
34
   
public
 
void
 
initialize


 
35
   
{

 
36
      
super
.
initialize
;

 
37

 
38
      
Dimension
 
size
 
=
 
robotLocation
.
getMazeSize
;

 
39
      
ballOfString
 
=
 
new
 
Direction
[
(
int
)
 
size
.
getWidth

][
(
int
)
 
size
.
getHeight

]
;

 
40

 
41
      
for
 
(
int
 
i
 
=
 
0
;
 
i
 
<
 
size
.
getWidth
;
 
i
++
)

 
42
      
{

 
43
         
for
 
(
int
 
j
 
=
 
0
;
 
j
 
<
 
size
.
getHeight
;
 
j
++
)

 
44
         
{

 
45
            
ballOfString
[
i
][
j
]
 
=
 
null
;

 
46
         
}

 
47
      
}

 
48
      
ballOfString
[
0
][
size
.
height
 
-
 
1
]
 
=
 
Direction
.
North
;

 
49
      
this
.
moveQueue
.
clear
;

 
50
   
}

 
51

 
52
   
/**

 53    * This returns the state of the turbo flag. Turbo should be true when

 54    * traversing previously explored territories.

 55    */

 
56
   
public
 
boolean
 
isInTurboMode


 
57
   
{

 
58
      
return
 
turbo
;

 
59
   
}

 
60
 

 
61
   
/**

 62    * This returns the next step for the robot to take. It should be called by

 63    * the controller.

 64    */

 
65
   
public
 
RobotStep
 
nextStep


 
66
   
{

 
67
      
RobotStep
 
next
;

 
68
      
if
 
(
getDirection
(
robotLocation
.
getCurrentLocation
)
 
==
 
null
)

 
69
      
{

 
70
         
setDirection
;

 
71
      
}

 
72
      
if
 
(
moveQueue
.
isEmpty

 
==
 
true
)

 
73
      
{

 
74
         
if
 
(
 
(
robotLocation
.
isWallRight

 
==
 
false
)
 
&&
 
(
getRightNeighborDirection

 
==
 
null
))

 
75
         
{

 
76
            
next
 
=
 
RobotStep
.
RotateRight
;

 
77
            
moveQueue
.
add
(
RobotStep
.
MoveForward
);

 
78
            
turbo
 
=
 
false
;

 
79
         
}

 
80
         
else
 
if
 
(
 
(
robotLocation
.
isWallFront

 
==
 
false
)
 
&&
 
(
getFrontNeighborDirection

 
==
 
null
))

 
81
         
{

 
82
            
next
 
=
 
RobotStep
.
MoveForward
;

 
83
            
turbo
 
=
 
false
;

 
84
         
}

 
85
         
else
 
if
 
(
 
(
robotLocation
.
isWallLeft

 
==
 
false
)
 
&&
 
(
getLeftNeighborDirection

 
==
 
null
))

 
86
         
{

 
87
            
next
 
=
 
RobotStep
.
RotateLeft
;

 
88
            
moveQueue
.
add
(
RobotStep
.
MoveForward
);

 
89
            
turbo
 
=
 
false
;

 
90
         
}

 
91
         
else

 
92
         
//Retrace the steps

 
93
         
{

 
94
            
turbo
 
=
 
true
;

 
95
            
if
 
(
robotLocation
.
getDirection

 
==
 
getDirection
(
robotLocation
.
getCurrentLocation
))

 
96
            
{

 
97
               
next
 
=
 
RobotStep
.
MoveForward
;

 
98
            
}

 
99
            
else
 
if
 
(
robotLocation
.
getDirection
.
getLeft

 
==
 
getDirection
(
robotLocation
.
getCurrentLocation
))

 
100
           
{

 
101
              
next
 
=
 
RobotStep
.
RotateLeft
;

 
102
              
moveQueue
.
add
(
RobotStep
.
MoveForward
);

 
103
           
}

 
104
           
else
 
if
 
(
robotLocation
.
getDirection
.
getRight

 
==
 
getDirection
(
robotLocation
.
getCurrentLocation
))

 
105
           
{

 
106
              
next
 
=
 
RobotStep
.
RotateRight
;

 
107
              
moveQueue
.
add
(
RobotStep
.
MoveForward
);

 
108
           
}

 
109
           
else

 
110
           
{

 
111
              
next
 
=
 
RobotStep
.
RotateRight
;

 
112
              
moveQueue
.
add
(
RobotStep
.
RotateRight
);

 
113
              
moveQueue
.
add
(
RobotStep
.
MoveForward
);

 
114
           
}

 
115
        
}

 
116
     
}

 
117
     
else

 
118
     
{

 
119
        
next
 
=
 
moveQueue
.
get
(
0
);

 
120
        
moveQueue
.
remove
(
0
);

 
121
     
}

 
122
     
return
 
next
;

 
123
  
}

 
124

 
125
  
/**

 126   * This returns the direction for the understanding for the neighbor to the

 127   * left.

 128   */

 
129
  
private
 
Direction
 
getLeftNeighborDirection


 
130
  
{

 
131
     
return
 
getNeighborDirection
(
robotLocation
.
getDirection
.
getLeft
);

 
132
  
}

 
133

 
134
  
/**

 135   * This returns the direction for the understanding for the neighbor to the

 136   * front.

 137   */

 
138
  
private
 
Direction
 
getFrontNeighborDirection


 
139
  
{

 
140
     
if
 
(
robotLocation
.
getCurrentLocation
.
getY

 
==
 
1
)

 
141
     
{

 
142
        
return
 
null
;

 
143
     
}

 
144
     
return
 
getNeighborDirection
(
robotLocation
.
getDirection
);

 
145
  
}

 
146

 
147
  
/**

 148   * This returns the direction for the understanding for the neighbor to the

 149   * right.

 150   */

 
151
  
private
 
Direction
 
getRightNeighborDirection


 
152
  
{

 
153
     
return
 
getNeighborDirection
(
robotLocation
.
getDirection
.
getRight
);

 
154
  
}

 
155

 
156
  
/**

 157   * This returns the direction for the understanding for the neighbor to the

 158   * direction given from the current cell.

 159   */

 
160
  
private
 
Direction
 
getNeighborDirection
(
Direction
 
direction
)

 
161
  
{

 
162
     
MazeCell
 
here
 
=
 
robotLocation
.
getCurrentLocation
;

 
163
     
MazeCell
 
there
;

 
164
     
Dimension
 
size
 
=
 
robotLocation
.
getMazeSize
;

 
165
     
if
 
(
 
(
direction
 
==
 
Direction
.
North
)
 
&&
 
(
here
.
getY

 
!=
 
1
))

 
166
     
{

 
167
        
there
 
=
 
new
 
MazeCell
(
here
.
getX
,
 
here
.
getY

 
-
 
1
);

 
168
     
}

 
169
     
else
 
if
 
(
 
(
direction
 
==
 
Direction
.
South
)
 
&&
 
(
here
.
getY

 
!=
 
size
.
getHeight
))

 
170
     
{

 
171
        
there
 
=
 
new
 
MazeCell
(
here
.
getX
,
 
here
.
getY

 
+
 
1
);

 
172
     
}

 
173
     
else
 
if
 
(
 
(
direction
 
==
 
Direction
.
East
)
 
&&
 
(
here
.
getX

 
!=
 
size
.
getWidth
))

 
174
     
{

 
175
        
there
 
=
 
new
 
MazeCell
(
here
.
getX

 
+
 
1
,
 
here
.
getY
);

 
176
     
}

 
177
     
else
 
if
 
(
 
(
direction
 
==
 
Direction
.
West
)
 
&&
 
(
here
.
getX

 
!=
 
1
))

 
178
     
{

 
179
        
there
 
=
 
new
 
MazeCell
(
here
.
getX

 
-
 
1
,
 
here
.
getY
);

 
180
     
}

 
181
     
else

 
182
     
{

 
183
        
return
 
null
;

 
184
     
}

 
185
     
return
 
getDirection
(
there
);

 
186
  
}

 
187

 
188
 

 
189
  
/**

 190   * This sets the direction for the understanding for the current cell.

 191   */

 
192
  
private
 
void
 
setDirection


 
193
  
{

 
194
     
Direction
 
wayBack
 
=
 
robotLocation
.
getDirection
.
getOpposite
;

 
195
     
MazeCell
 
here
 
=
 
robotLocation
.
getCurrentLocation
;

 
196
     
ballOfString
[
here
.
getX

 
-
 
1
][
here
.
getY

 
-
 
1
]
 
=
 
wayBack
;

 
197
  
}

 
198

 
199
  
/**

 200   * This returns the direction for the understanding for the given cell

 201   */

 
202
  
private
 
Direction
 
getDirection
(
MazeCell
 
currentLocation
)

 
203
  
{

 
204
     
return
 
ballOfString
[
currentLocation
.
getX

 
-
 
1
][
currentLocation
.
getY

 
-
 
1
]
;

 
205
  
}

 
206

 
207
  
/**

 208   * This returns the understanding of the maze. Tremaux's understanding is the

 209   * directions needed to return to the start.

 210   */

 
211
  
public
 
Direction
[][]
 
getUnderstandingDir


 
212
  
{

 
213
     
return
 
ballOfString
;

 
214
  
}

 
215
}

```

## Алгоритам испуњавања ћорсокака
Алгоритам испуњавања ћорсокака је још један од алгоритама за проналажење излаза из лавиринта који испуњава све путање које не воде ка излазу и оставља неиспуњену само путању која води до циља. Може се користити како за решавање лавиринта на папиру, тако и за решавање лавиринта помоћу програма на рачунару, али не може се користити уколико се особа налази у самом лавиринту. Тада није позната целокупна структура лавиринта, а да би овај метод радио потребно је познавање читаве структуре лавиринта на самом старту. 
Овај алгоритам функционише на следећи начин:
1 пронаћи све ћорсокаке у лавиринту.
2 „испунити“ путању од сваког од ћорсокака до прве раскрснице. 
Овај алгоритам не може прекинути путању од улаза до излаза из лавиринта јер сваки корак у алгоритму очува топологију лавиринта. Даље, овај метод се неће завршити ни прерано јер завршни резултат не садржи ћорсокаке.
Стога, ако је испуњавање ћорсокака урађено на савршеном лавиринту (лавиринту без петљи), једина путања која преостане биће решење. Уколико се примени на лавиринт који има петље, свако могуће решење ће остати као резултат и ништа више.

## Алгоритам најкраћег пута
Када лавиринт има више решења, можда желимо да пронађемо оно решење које нам даје најкраћи пут од почетка до краја. Један од могућих алгоритама проналази најкраћу путању имплементирајући алгоритам претраге у дубину, док други, А* алгоритам, користи хеуристике. Алгоритам претраге у дубину користи редове како би се посетиле путање у редоследу који подразумева увећање удаљености од почетка све док се не дође до краја. Свака посећена путања чува податак о удаљености од почетка. Када се пронађе лoкација краја, прати се путања уназад до почетка, што представља најкраћу путању.